# Сушин Шиям
Сушин Шьям (малаял. സുഷിൻ ശ്യാം; род. 13 февраля 1992, Талассери, Керала) — индийский кинокомпозитор, работающий преимущественно в кино на языке малаялам. Был клавишником индийской фолк-метал-группы The Down Troddence. Начал набирать популярность в 2018 году благодаря своей работе в фильмах «Аутсайдер» (2018) и «Ночи Кумбаланги» (2019). После них работал во многих других малаяламских фильмах, таких как Virus (2019), Anjaam Pathiraa (2020), Kappela (2020), «Транс» (2020), Kilometers and Kilometers (2020), Malik (2021), Kurup (2021) и Minnal Murali (2021). Его предстоящие работы включают малаяламоязычный фильм Bheeshma Parvam (2022, режиссёр Амал Нирад, в главной роли Маммутти).
Сушин — лауреат Кинопремии штата Керала за лучшую музыку к фильму 2019 года за фильм «Ночи Кумбаланги».

## Ранняя жизнь
Сушин посещал среднюю школу Святого Джозефа и среднюю школу Mambaram, обе в Талассери. Его отец, будучи музыкантом, начал обучать Сушина игре на клавишных в очень раннем возрасте. Впервые композитор выступил на сцене в 9 лет. Сушин, в школьные годы, активно участвовал в молодёжных фестивалях и завоевал ряд государственных наград. Он начал изучать инженерное дело в Технологическом институте Шри Сидхартхи, но бросил учёбу, чтобы заняться музыкальной карьерой. Песня «Kakkoosil poyittu appi onnum poyilla», исполненная им на гитаре, имела большой успех во время его учёбы в колледже. Вскоре он переехал в Ченнаи, чтобы изучить перспективы создания киномузыки. Сушин присоединился к композитору Дипаку Деву, впоследствии проработав с ним более двух лет.
Сушин работал программистом клавишных у композитора Рашида для песни его последнего альбома «Akalukayano», ставшей популярной среди аудитории штата Кералы и одной из самых популярных песен того времени. Сушин стал клавишником в группе The Down Troddence, которая изначально планировалась как домашняя студия звукозаписи музыкантами Варуном и Мунцем в 2008 году. В 2010 году The Down Troddence выступили в составе группы из шести человек вместе с Сушином. Их дебютный альбом how are you. We are fine, thank you вышел в 2014 году. Сушин был номинирован на премию «Лучший клавишник» (выбор критиков и популярный выбор) Rolling Stone Metal Awards 2015 за дебютный альбом группы.

## Карьера композитора
Сушин начал свою кинокарьеру в 19 лет с Дипаком Девом в качестве наставника. Помогая Дипаку, он составил саундтреки для более сорока пяти малаяламских, тамильских и фильмов на телугу за 4 года. В 2012 году написал музыку для короткометражного фильма Oru kutti chodyam, режиссёр Ганеш Радж. В 2013 году композитор Рекс Виджаян предложил композитору составить саундтрек для фильма «Голубое небо, зелёное море, красная земля», к которому Сушин также спел песню «Thaazhvaram». Встреча с Рексом стала поворотным моментом для Сушина, поскольку Виджаян подтолкнул композитора написать саундтрек для своего следующего фильма «Семеро хороших воров» в 2014 году. Это была его первая самостоятельная композиторская работа. Он также исполнил трек «Kayi Ethum Doorathonde» для фильма. После этого написал саундтрек к Lord Livingstone 7000 Kandi в 2015 году. Следующая его работа была к Kismath режиссёра-дебютанта Шанаваса Баваккутти. Сушин написал к фильму саундтрек и одну песню («Kissa Pathiyil»), получившие положительный отклик. В 2016 году композитор написал музыку к короткометражному фильму Vicky режиссёра Ману Джозефа. После написал саундтрек и две песни («Thambiraan» и «Irulu Neelum Raave») к детективному фильму ужасов режиссёра Джая. К. «Эзра», вышедшего в начале 2017 года. И песни, и музыкальное сопровождение были хорошо приняты. Он также написал музыку к фильмам «Злодей» и «Справедливость отца» в том же году. В 2018 году Сушин сочинил песни и саундтрек к трем фильмам — «Марадона», «Лилли» и «Аутсайдер». Песни и саундтрек из последнего стали хитами. «Ночи Кумбаланги» и «Вирус» были релизами композитора в 2019 году. Композиции Сушина к этим двум фильмам получили высокую оценку и признание. Является соавтором саундтрека для фильма «Транс», режиссёр Анвар Рашид, с Джексоном Виджаяном. Фильм был выпущен в феврале 2020 года. Следующая его работа была к фильму Kappela. Сушин также написал саундтрек к «Километры и Километры», Товино Томас в главных ролях, в 2020 году.
Первая работа композитора в 2021 году была к фильму «Малик», режиссёра Махеша Нараянана. Песня «Raheemun Aleemun», в исполнении Хида Чокадда, восьмилетней девочки из Малаппурама, мгновенно стала хитом и вирусной в интернете. И музыка Сушина, и эмоциональное исполнение Хиды были высоко оценены.
Сушин сыграл эпизодические/гостевые роли в таких фильмах как «Гроссмейстер», «Потаённая краса», «Da Thadiya», «Honey Bee», «Гуппи» и «Mayaanadhi».

## Дискография

### В качестве композитора
| Год  | фильм                        | Язык     | Песни | Саундтрек | Примечания                                     |
| ---- | ---------------------------- | -------- | ----- | --------- | ---------------------------------------------- |
| 2014 | Семеро хороших воров         | Малаялам | Нет   | Да        | Кинодебют                                      |
| 2015 | Лорд Ливингстон и 7000 Канди | Малаялам | Нет   | Да        |                                                |
| 2016 | Kismath                      | Малаялам | Да    | Да        | Саундтрек и 1 песня                            |
| 2017 | Эзра                         | Малаялам | Да    | Да        | Саундтрек и 2 песни                            |
| 2017 | Справедливость отца          | Малаялам | Нет   | Да        |                                                |
| 2017 | Злодей                       | Малаялам | Нет   | Да        |                                                |
| 2018 | Марадона                     | Малаялам | Да    | Да        |                                                |
| 2018 | Розовый бутон                | Малаялам | Да    | Да        |                                                |
| 2018 | Аутсайдер                    | Малаялам | Да    | Да        |                                                |
| 2018 | Лилли                        | Малаялам | Да    | Да        |                                                |
| 2019 | Ночи Кумбаланги              | Малаялам | Да    | Да        |                                                |
| 2019 | Вирус                        | Малаялам | Да    | Да        |                                                |
| 2020 | Anjaam Pathiraa              | Малаялам | Да    | Да        |                                                |
| 2020 | Транс                        | Малаялам | Нет   | Да        | Саундтрек написан вместе с Джексоном Виджаяном |
| 2020 | Kappela                      | Малаялам | Да    | Да        |                                                |
| 2020 | Километры и километры        | Малаялам | Нет   | Да        |                                                |
| 2021 | Малик                        | Малаялам | Да    | Да        |                                                |
| 2021 | Куруп                        | Малаялам | Да    | Да        |                                                |
| 2021 | Мурали-Молния                | Малаялам | Да    | Да        |                                                |
| 2022 | Ennittu Avasanam             | Малаялам | Да    | Да        |                                                |
| 2022 | Bismi Special                | Малаялам | Да    | Да        |                                                |
| 2022 | Bheeshma Parvam              | Малаялам | Да    | Да        |                                                |
| 2023 | Bilal                        | Малаялам | Да    | Да        |                                                |

### В качестве закадрового певца
| Год  | Песня                  | Со-певец (ы)                                     | Кино                                      | Композитор   |
| ---- | ---------------------- | ------------------------------------------------ | ----------------------------------------- | ------------ |
| 2013 | Thaazhvaram            |                                                  | Голубое небо, зелёное море, красная земля | Рекс Виджаян |
| 2014 | Kai ethum doorathu     |                                                  | Семеро хороших воров                      | Рекс Виджаян |
| 2018 | Nilapakshi             | Неха Наир                                        | Марадона                                  | Сушин Шьям   |
| 2018 | Varum                  | Неха Наир                                        | Марадона                                  | Сушин Шьям   |
| 2018 | Kochiloru Kappaladuthe | Мунна                                            | Розовый бутон                             | Сушин Шьям   |
| 2018 | Padinjattodiyal Kadalu | Макбул Мансур                                    | Розовый бутон                             | Сушин Шьям   |
| 2018 | Munniloru Swargam      | Сучит Суресан                                    | Розовый бутон                             | Сушин Шьям   |
| 2018 | Mutta Paatu            | Джейси Гифт, Энтони Дасан                        | Розовый бутон                             | Сушин Шьям   |
| 2018 | Oduvile Theeyayi       | Неха Наир                                        | Аутсайдер                                 | Сушин Шьям   |
| 2019 | Cherathukal            | Ситара Кришнакумар                               | Ночи Кумбаланги                           | Сушин Шьям   |
| 2019 | Ezhutha Katha          |                                                  | Ночи Кумбаланги                           | Сушин Шьям   |
| 2019 | Lagoon Chill           |                                                  | Ночи Кумбаланги                           | Сушин Шьям   |
| 2019 | Spread Love            | Шелтон Пинейро, Мадонна Себастьян, Мухсин Парари | Вирус                                     | Сушин Шьям   |

## Награды
| Год  | Награда                     | Категория                         | Фильм/Альбом/Песня                |
| ---- | --------------------------- | --------------------------------- | --------------------------------- |
| 2020 | Кинопремия штата Керала     | Лучший композитор                 | Ночи Кумбаланги                   |
| 2020 | Mazhavil Music Awards       | Лучший композитор                 | КНочи Кумбаланги                  |
| 2020 | Movie Street Film Awards    | Лучший саундтрек                  | Ночи Кумбаланги                   |
| 2020 | CPC Cine Awards             | Лучшая оригинальная песня         | «Cherathukal» (Ночи Кумбаланги)   |
| 2020 | CPC Cine Awards             | Лучший саундтрек                  | Ночи Кумбаланги                   |
| 2020 | Музыкальная премия Мирчи Юг | Лучший альбом                     | Ночи Кумбаланги                   |
| 2020 | Музыкальная премия Мирчи Юг | Песня года, выбранная слушателями | «Uyiril Thodum» (Ночи Кумбаланги) |
| 2020 | Музыкальная премия Мирчи Юг | Вирусная песня года               | «Uyiril Thodum» (Ночи Кумбаланги) |
| 2020 | SIIMA                       | Лучший композитор                 | Ночи Кумбаланги                   |
| 2019 | SIIMA                       | Лучший композитор                 | Аутсайдер                         |